# Fronteira Bulgária–Macedónia do Norte
A fronteira entre a Bulgária e a Macedônia do Norte é a linha que se estende por 148 km a leste da Macedônia do Norte e separa o país da Bulgária. Ao norte, nas proximidades da cidade macedônia de Luke, essa linha forma tríplice fronteira dos dois países com a Sérvia e ao sul a fronteira tríplice é com a Grécia.
Até antes da dissolução da Iugoslávia em 1991 essa fronteira era o terço sul da fronteira da Iugoslávia com a Bulgária.

## Traçado
A partir da tríplice fronteira de ambos os países com a Sérvia, o limite segue a direção sudoeste através dos passos de montanha de Velbuzhdi (1193 m) e Dewe Bair (1192 m), a oeste da localidade de Gjueszevo (Bulgária), pico Rujen (2256 m de altitude) e planície de Osogovo. Chega ao passo de Delčevski (1302 m) nas montanhas de Vlatxina (a oeste de Blagóevgrad), toma a direção sul e passa pelo Czengine (1744 m) e planície de Maleszevska. Chega a Ograżden, depois de atravessar o rio Strumica e termina ana tríplice fronteira de ambos os estados com a Grécia, junto do monte Tumba (1880 m) de Belasica.

## História
O território macedónio fez parte do Império Otomano até passar para o Reino da Sérvia na sequência das guerras balcânicas. Apesar de disputado pela Bulgária, depois da Primeira Guerra Mundial o território macedónio passou a integrar o Reino dos Sérvios, Croatas e Eslovenos. Durante a Segunda Guerra Mundial o Reino da Bulgária ocupou a Macedónia. Depois da guerra esta foi a fronteira entre a República Popular da Bulgária e a República Socialista da Macedónia, que fazia parte da República Federativa Socialista da Jugoslávia. Após a dissolução da Jugoslávia em 1991 esta foi a fronteira entre a Bulgária e a nova República da Macedónia. Com a adesão da Bulgaria à União Europeia em 2004, esta converteu-se numa das fronteiras exteriores da UE.